# 이수자 (탁구 선수)
이수자(李壽子, 1960년)는 대한민국의 제일모직 소속 탁구선수였다. 1981년 4월 유고슬라비아 노비사드 세계탁구선수권대회 단식 동메달, 단체전 은메달을 획득했다.

## 서훈
- 1980.10.21 백마장(체육훈장)
- 1981. 5.14 거상장(체육훈장)